# Polistes duplicinctus
Polistes duplicinctus är en getingart som beskrevs av Richards 1978. Polistes duplicinctus ingår i släktet pappersgetingar, och familjen getingar. Inga underarter finns listade i Catalogue of Life.